# Voith-Arena
La Voith-Arena (precedentemente nota come GAGFAH-Arena e Albstadion) è uno stadio calcistico sito nella città tedesca di Heidenheim an der Brenz, nel Baden-Württemberg. Ospita le gare casalinghe della principale squadra cittadina, il 1.FC Heidenheim 1846.

## Dati strutturali
La Voith-Arena può accogliere fino a 15 000 spettatori, più 37 postazioni sky box. Di seguito la tabella sinottica dei posti, suddivisi per settore:
|                           | Posti a sedere | Posti in piedi | Sky box | Posti per sedie a rotelle |
| ------------------------- | -------------- | -------------- | ------- | ------------------------- |
| Tribuna nord (principale) | 2000           | -              | 17      | 45                        |
| Tribuna sud               | 1775           | -              | -       | -                         |
| Tribuna est               | -              | 3500           | -       | -                         |
| Tribuna ovest casalinga   | -              | 1600           | -       | -                         |
| Tribuna ovest ospiti      | 330            | 1200           | -       | -                         |
| Curva sud-est             | 1600           | 750            | -       | -                         |
| Curva nord-est            | 100            | 1000           | 10      | -                         |
| Curva nord-ovest          | 100            | 1000           | 10      | -                         |
| Totale                    | 5905           | 9050           | 37      | 45                        |